# Спангл (Вашингтон)
Спангл (енгл. Spangle) град је у америчкој савезној држави Вашингтон. По попису становништва из 2010. у њему је живело 278 становника.

## Демографија
Према попису становништва из 2010. у граду је живело 278 становника, што је 38 (15,8%) становника више него 2000. године.
| Група             | 2000.       | 2010.       |
| Белци             | 230 (95,8%) | 271 (97,5%) |
| Афроамериканци    | 0 (0,0%)    | 0 (0,0%)    |
| Азијати           | 0 (0,0%)    | 1 (0,4%)    |
| Хиспаноамериканци | 6 (2,5%)    | 1 (0,4%)    |
| Укупно            | 240         | 278         |